# Yodel It!
«Yodel It!» (с англ. — «Спойте йодлем!») — песня от дуэта румынских певцов Илинки и Алекса Флори, представленная на конкурсе «Евровидение-2017» в Киеве.

## Евровидение
Песня была исполнена во втором полуфинале Евровидения 11 мая, и смогла выйти в финал. В финале, 13 мая, была выполнена под номером 20, по результатам голосования получила от телезрителей и профессионального жюри 282 баллов, заняв 7 место.

## Композиция
| №  | Название                            | Длительность |
| -- | ----------------------------------- | ------------ |
| 1. | «Yodel It!» (featuring Alex Florea) | 2:56         |